# Voychantsi
Voychantsi (en macédonien Војшанци) est un village du sud de la Macédoine du Nord, situé dans la municipalité de Negotino. Le village comptait 432 habitants en 2002.

## Démographie
Lors du recensement de 2002, le village comptait :
- Macédoniens : 423
- Serbes : 9